# Rapatea saulensis
Rapatea saulensis là một loài thực vật có hoa trong họ Rapateaceae. Loài này được B.M.Boom miêu tả khoa học đầu tiên năm 1994.